# Criminal (Netflix)
Criminal (englisch für ‚Verbrecher‘) ist eine europäische Anthologie-Reihe des VoD-Anbieters Netflix, die von Verhören innerhalb polizeilicher Ermittlungen handelt. Die Reihe ist in vier verschiedene Reihen mit je drei Folgen unterteilt. Jede Reihe wurde von einem anderen Land in der jeweiligen Landessprache produziert und am 20. September 2019 entsprechend der eigenen Landesbezeichnung (z. B. Criminal: Deutschland) als separate Reihe auf Netflix veröffentlicht.
Die Reihe wurde von den britischen Filmemachern George Kay und Jim Field Smith entwickelt und von ihrer gemeinsamen Produktionsfirma Idiotlamp Productions umgesetzt. Kay und Smith übernahmen als Showrunner die künstlerische und finanzielle Gesamtverantwortung über das Projekt, überließen das Verfassen der nicht-englischsprachigen Drehbücher jedoch Autoren des jeweiligen Handlungslandes.
Die zweite Staffel der britischen Version der Reihe erschien am 16. September 2020.

## Handlung
Wie für Anthologieserien typisch enthält jeder Teil eine eigene, abgeschlossene Handlung. Bei jeder Episode handelt es sich somit um ein alleinstehendes psychologisches Drama, das aus der Vernehmung eines Verdächtigen durch ein Ermittlerteam der Kriminalpolizei besteht. Alle zwölf Episoden beschränken sich auf nur drei Räumlichkeiten in einem einzigen Gebäude pro Miniserie: einen polizeilichen Verhörraum, einen abgedunkelten Beobachterraum mit Blick auf die Vernehmung durch einen Einwegspiegel sowie den an beide Räume angeschlossenen Flur mit Treppenhaus. Die Serie ist somit als Kammerspiel zu betrachten.

## Besetzung und Synchronisation
Die deutsche Synchronisation der drei ausländischen Produktionen entstand nach Dialogbüchern von Marianne Groß und Lutz Riedel unter der Dialogregie von Riedel durch die Synchronfirma VSI Synchron GmbH in Berlin.
Die folgende Tabelle führt die wiederkehrenden Darsteller („Kommissare“ etc.) in den Dreiteilern der einzelnen Länder auf. Die zusätzlichen Hauptdarsteller der einzelnen Episoden („Verdächtige“ etc.) werden an entsprechender Stelle in der Episodenliste genannt.
| Criminal: Deutschland                             | Criminal: Deutschland | Criminal: Deutschland |
| Figur                                             | Darsteller            | dt. Sprecher          |
| ------------------------------------------------- | --------------------- | --------------------- |
| Kriminalhauptkommissarin Nadine Keller            | Eva Meckbach          | Eva Meckbach          |
| Kriminalhauptkommissar Karl Schultz               | Sylvester Groth       | Sylvester Groth       |
| Antje Borchert                                    | Florence Kasumba      | Florence Kasumba      |
| Martin Ludwig                                     | Christian Kuchenbuch  | Christian Kuchenbuch  |
| Stefan Proska                                     | Jonathan Berlin       | Jonathan Berlin       |
| Criminal: Frankreich                              |                       |                       |
| Figur                                             | Darsteller            | dt. Sprecher          |
| Commander Audrey Larsen                           | Margot Bancilhon      | Antje von der Ahe     |
| Commander Gérard Sarkassian                       | Stéphane Jobert       | Bodo Wolf             |
| Brigadier Omar Matif                              | Mhamed Arezki         | Marcel Collé          |
| Captain Olivier Hagen                             | Laurent Lucas         | Peter Flechtner       |
| Brigadier Laetitia Serra                          | Anne Azoulay          | Nora Jokhosha         |
| Criminal: Vereinigtes Königreich                  |                       |                       |
| Figur                                             | Darsteller            | dt. Sprecher          |
| Detective Inspector Paul Ottager                  | Nicholas Pinnock      | Dennis Schmidt-Foß    |
| Detective Inspector Natalie Hobbs                 | Katherine Kelly       | Ulrike Stürzbecher    |
| Detective Inspector Tony Myerscough               | Lee Ingleby           | Florian Halm          |
| Detective Constable Hugo Duffy                    | Mark Stanley          | Timmo Niesner         |
| Detective Constable Vanessa Warren                | Rochenda Sandall      | Sarah Riedel          |
| Detective Constable Kyle Petit                    | Shubham Saraf         | Konrad Bösherz        |
| Detective Sergeant Adele Addo                     | Clare-Hope Ashitey    | Sarah Riedel          |
| McRae                                             | Isabella Laughland    | Lea Kalbhenn          |
| Criminal: Spanien                                 |                       |                       |
| Figur                                             | Darsteller            | dt. Sprecher          |
| Commissioner Joaquin Manero Alted                 | José Ángel Egido      | Axel Lutter           |
| Chief Inspector María de los Ángeles Toranzo Puig | Emma Suárez           | Katrin Zimmermann     |
| Inspector Carlos Cerdeño Varona                   | Jorge Bosch           | Detlef Bierstedt      |
| Inspector Luisa                                   | María Morales         | Victoria Sturm        |
| Sub Inspector Rai Messeguer Ortiz                 | Álvaro Cervantes      | Jeremias Koschorz     |
| Officer Jorge                                     | Daniel Chamorro       | Dennis Sandmann       |
| Officer Leo                                       | Milo Taboada          | Peter Lontzek         |

## Hintergrund
Der Serienentwurf stammte von George Kay und Jim Field Smith, die als Showrunner (d. h. Drehbuchautoren, Geschäftsführer, Produktionsleiter) auch die gesamte Umsetzung überblickten. Alle vier Miniserien wurden zeitgleich im September 2019 veröffentlicht.
Während die Showrunner als englische Muttersprachler ihren Sitz im Vereinigten Königreich haben, ließen sie die Drehbücher zu den drei in anderen Ländern spielenden Dreiteilern in der jeweiligen Landessprache verfassen und von dort ansässigen muttersprachlichen Schauspielern umsetzen. Gedreht wurden aber alle vier Dreiteiler unabhängig vom Handlungsort in Madrid. Dort befindet sich das Netflix-eigene Studiogelände Ciudad de la Tele.

## Episodenliste
Am 20. September 2019 wurden jeweils drei Folgen der vier Reihen gleichzeitig bei Netflix veröffentlicht. Jede Reihe wurde hierbei als eigene Serie im Katalog des Streamingdienstes aufgeführt.

### Criminal: Deutschland
| Nr. (ges.) | Nr. (St.) | Titel   | Regie               | Drehbuch                       | Gäste                                                                |
| --- | --------- | ------- | ------------------- | ------------------------------ | -------------------------------------------------------------------- |
| 1 | 1         | Jochen  | Oliver Hirschbiegel | Bernd Lange                    | Peter Kurth als Jochen Müller                                        |
| Der Bauunternehmer Jochen wird von Ermittlern verhört. Nachdem sich die Befragung zunächst um einen vermissten Handwerker dreht, wird Jochen schließlich zu den Skelettresten befragt, die unter seinem ersten Projekt im ehemaligen Ost-Berlin gefunden wurden.                                                                                   |           |         |                     |                                |                                                                      |
| 2 | 2         | Yilmaz  | Oliver Hirschbiegel | Bernd Lange                    | Deniz Arora als Yilmaz Yussef und Christian Berkel als Dr. Marquardt |
| Anfangs scheint es ein Fall von häuslicher Gewalt zu sein, aber die Arbeit der Ermittler wird durch einen Anwalt, den der mächtige Schwiegervater des Verdächtigen beauftragt hat, sehr erschwert. Doch nach und nach tauchen immer mehr Ungereimtheiten auf und es wird klar, dass die Tat wohl ganz anders abgelaufen ist als zunächst vermutet. |           |         |                     |                                |                                                                      |
| 3 | 3         | Claudia | Oliver Hirschbiegel | Sebastian Heeg und Bernd Lange | Nina Hoss als Claudia Hartmann                                       |
| Die Ermittler wollen von Claudia, der verhärteten Geliebten eines Serienmörders, den Fundort einer Leiche erfahren. |           |         |                     |                                |                                                                      |
| Staffel am 20. September 2019 veröffentlicht. |           |         |                     |                                |                                                                      |

### Criminal: Frankreich(Criminal: France)
| Nr. (ges.) | Nr. (St.) | Titel    | Regie            | Drehbuch                                          | Gäste                             |
| --- | --------- | -------- | ---------------- | ------------------------------------------------- | --------------------------------- |
| 1 | 1         | Émilie   | Frédéric Mermoud | Frédéric Mermoud, Mathieu Missoffe und George Kay | Sara Giraudeau als Émilie Weber   |
| Die Überlebende des Bataclan-Massakers, Émilie, wird hinzugezogen, um ihren Bericht über den Anschlag zu erzählen, bei dem ihr Freund auf tragische Weise ums Leben kam. Die Ermittler vermuten jedoch, dass ihre Geschichte nicht der Wahrheit entspricht. |           |          |                  |                                                   |                                   |
| 2 | 2         | Caroline | Frédéric Mermoud | Antonin Martin-Hilbert                            | Nathalie Baye als Caroline Solal  |
| Nach einem Unfall auf einer Baustelle verhören die Ermittler die Bauleiterin Caroline, die offenbar mehr mit dem Opfer zu tun hat als bekannt. |           |          |                  |                                                   |                                   |
| 3 | 3         | Jerome   | Frédéric Mermoud | Mathieu Missoffe                                  | Jérémie Renier als Jérôme Lacombe |
| Kurz vor Feierabend werden die Ermittler hinzugezogen, um den Verkaufsleiter Jérôme zu verhören, der im Verdacht steht, ein gewaltsames Hassverbrechen begangen zu haben.                                                                                   |           |          |                  |                                                   |                                   |
| Staffel am 20. September 2019 veröffentlicht. |           |          |                  |                                                   |                                   |

### Criminal: Vereinigtes Königreich(Criminal: UK)

#### Staffel 1
| Nr. (ges.) | Nr. (St.) | Titel  | Regie           | Drehbuch   | Gäste                                                                        |
| --- | --------- | ------ | --------------- | ---------- | ---------------------------------------------------------------------------- |
| 1 | 1         | Edgar  | Jim Field Smith | George Kay | David Tennant als Dr. Edgar Fallon und Lolita Chakrabarti als Anita Baines   |
| Die Ermittler vernehmen Dr. Edgar Fallon, dem vorgeworfen wird, seine jugendliche Stieftochter sexuell missbraucht und ermordet zu haben.                                                                                     |           |        |                 |            |                                                                              |
| 2 | 2         | Stacey | Jim Field Smith | George Kay | Hayley Atwell als Stacey Doyle und Mark Quartley als Jeremy Nicholson        |
| Die Ermittler bringen die kämpferische Stacey Doyle herein, die des versuchten Mordes an ihrem Schwager durch Vergiftung beschuldigt wird. Das Team stellt jedoch fest, dass Teile ihrer Geschichte nicht zusammenpassen.     |           |        |                 |            |                                                                              |
| 3 | 3         | Jay    | Jim Field Smith | George Kay | Youssef Kerkour als Jamal „Jay“ Muthassin und Kevin Eldon als Michael Walker |
| Der Lkw-Fahrer Jay Muthassin wird des Transportes illegaler Einwanderer beschuldigt. Für die Ermittler beginnt ein Wettlauf gegen die Zeit, um einen verlassenen Anhänger voller Einwanderer zu finden, bevor es zu spät ist. |           |        |                 |            |                                                                              |
| Staffel am 20. September 2019 veröffentlicht. |           |        |                 |            |                                                                              |

#### Staffel 2
| 4                                             | 1 | Julia    | Jim Field Smith | George Kay |
| 5                                             | 2 | Alex     | Jim Field Smith | George Kay |
| 6                                             | 3 | Danielle | Jim Field Smith | George Kay |
| 7                                             | 4 | Sandeep  | Jim Field Smith | George Kay |
| Staffel am 16. September 2020 veröffentlicht. |   |          |                 |            |

### Criminal: Spanien(Criminal: Spain)
| Nr. (ges.) | Nr. (St.) | Titel   | Regie           | Drehbuch             | Gäste                                                   |
| --- | --------- | ------- | --------------- | -------------------- | ------------------------------------------------------- |
| 1 | 1         | Isabel  | Mariano Barroso | Alejandro Hernández  | Carmen Machi als Isabel Ferradas Pérez                  |
| Die Ermittler holen die Weltmeisterin der Hundezucht Isabel, um sie über ihre Beteiligung am Verschwinden und möglichen Mord an ihrem Lebensgefährten zu befragen. |           |         |                 |                      |                                                         |
| 2 | 2         | Carmen  | Mariano Barroso | Manuel Martín Cuenca | Inma Cuesta als Carmen und Javi Coll als Carmens Anwalt |
| Die Ermittler verhören Carmen, deren jüngere autistische Schwester in der Badewanne ertrunken ist. Sie ahnen schnell, dass sie etwas über den Tod ihrer Schwester verbirgt. |           |         |                 |                      |                                                         |
| 3 | 3         | Carmelo | Mariano Barroso | Alejandro Hernández  | Eduard Fernández als Carmelo Al Huzaini                 |
| Der berüchtigte Drogendealer Carmelo Al Huzaini wird von Ermittlern wegen Kokainbesitzes verhört, weil er einen möglichen Zusammenhang mit einem kürzlich erfolgten Terroranschlag aufweist. Währenddessen teilt Al Huzaini die persönliche Geschichte mit einem der Ermittler. |           |         |                 |                      |                                                         |
| Staffel am 20. September 2019 veröffentlicht. |           |         |                 |                      |                                                         |

## Kritiken
„Im Pars-pro-toto-Prinzip finden die Autoren, Regisseure und Darsteller viele kluge Symbole und Leitmotive, die den stillen Wassern meterweise Tiefe zugestehen. There’s more to it than meets the eye, heißt es unter Angelsachsen: Da ist mehr, als man mit den Augen (oder zu Deutsch: auf den ersten Blick) erkennen kann. Und tatsächlich reizt diese Serie ihr strenges Kammerspielkorsett voll aus und erzählt dabei in zwölf Vignetten gekonnt, einfühlsam und unprätentiös nicht nur von bestialischen Verbrechen, sondern auch von Lebenslügen, zerrütteten Selbstbildern und ja: auch den Abgründen der menschlichen Seele. Öffentlich-rechtliche Fernsehautoren und -redakteure dürfen gerne mit besonderer Aufmerksamkeit zusehen – und dann bitte nicht nur die Kulissen ihrer Produktionen ein bisschen aufpeppen.“

„Verblüffend abwechslungsreich mäandern die Fälle durch ihre drei Räume und die Möglichkeiten einer Wahrheitsfindung. Nationale Eigenheiten vermitteln sich eher subkutan und klischeehafter als für den Zwölfteiler eigentlich angemessen.“